# Predica di san Giovanni Battista (Raffaello)
La Predica di san Giovanni Battista è un dipinto a olio su tavola di pioppo (26x53,3 cm) di Raffaello Sanzio, datato (sull'orlo del manto della Vergine sotto la mano sinistra) 1505 e conservato nella National Gallery di Londra. Faceva parte della predella della Pala Ansidei.

## Storia
Sulla pala, nello stesso museo, si trova la data 1505. Nel 1764 venne separata dal pannello principale e dagli altri scomparti della predella entrando, in seguito, nella collezione Landsdowne e in quella Mersey, per approdare infine al museo londinese nel 1983.
Facevano parte della predella originale anche lo Sposalizio della Vergine e il Miracolo di san Nicola, andati dispersi.

## Descrizione e stile
San Giovanni Battista si trova all'estrema destra, su un rialzo del terreno, mentre arringa alla folla facendo il suo tipico gesto di indicare il cielo, cioè Dio. Nel paesaggio umbro, di colline che si aprono al centro, punteggiate da alberelli fronzuti, stanno numerosi personaggi, in varie disposizioni (chi seduto, chi in piedi, chi a cavallo) e vestiti con estro da cappelli esotici e manti variopinti. Allo stile di Raffaello rimandano la ricchezza cromatica, la naturalezza della disposizione spaziale e la vivacità dei due putti seduti su una roccia davanti al Battista. Altri dettagli sembrano di minore qualità, come san Giovanni stesso, forse frutto di aiuti.